# Lijst van burgemeesters van Ursem
Dit is een lijst van burgemeesters van de voormalige Nederlandse gemeente Ursem. Op 1 januari 1979 fuseerde deze gemeente met de gemeenten Avenhorn, Berkhout en Oudendijk tot de gemeente Wester-Koggenland, die zelf per 1 januari 2007 fuseerde tot gemeente Koggenland.
| Ambtsperiode | Naam burgemeester                                                        | Partij of stroming | Bijzonderheden |
| ------------ | ------------------------------------------------------------------------ | ------------------ | --- |
| 1812 - 1821  | Pieter Brak                                                              |                    | |
| 1821 - 1824  | Jan Ouboter                                                              |                    | waarnemend |
| 1825 - 1828  | Jan Ouboter                                                              |                    | |
| 1829 - 1830  | Jan Vet                                                                  |                    | waarnemend |
| 1830 - 1837  | Nicolaas Sienes                                                          |                    | |
| 1837 - 1860  | Henrikus Lau (ca.1814/15-1879)                                           |                    | tevens burgemeester van Schermerhorn (1850-1861) |
| 1861 - 1869  | Christiaan de Vos                                                        |                    | |
| 1869 - 1883  | Gustaaf O.R. Fontein                                                     |                    | |
| 1883 - 1903  | Jan Kos                                                                  |                    | |
| 1903 - 1914  | Klaas (K.) Laan                                                          |                    | |
| 1914 - 1918  | P.H.L.J. Lommen                                                          |                    | |
| 1918 - 1945  | D.F.C.F. (Dignus Franciscus Cornelis Fredericus) van den Heuvel (1885- ) |                    | ‘bij wege van rechtsherstel’ eervol ontslag verleend met ingang van 10 juni 1946 (KB 03 oktober 1947 no.19, Nederlandse Staatscourant 14 januari 1948) |
| 1945 - 1946  | Jan (J.A.F.) van der Hall                                                |                    | waarnemend |
| 1946 - 1958  | Vincent (V.M.) Nolet                                                     | KVP                | |
| 1959 - 1966  | Ton (A.J.A.) Janssen                                                     | KVP                | |
| 1966 - 1973  | Henk (H.J.) de Nijs                                                      | KVP                | |
| 1973 - 1979  | Balt (B.J.) de Winter                                                    | KVP                | |